# Podvod

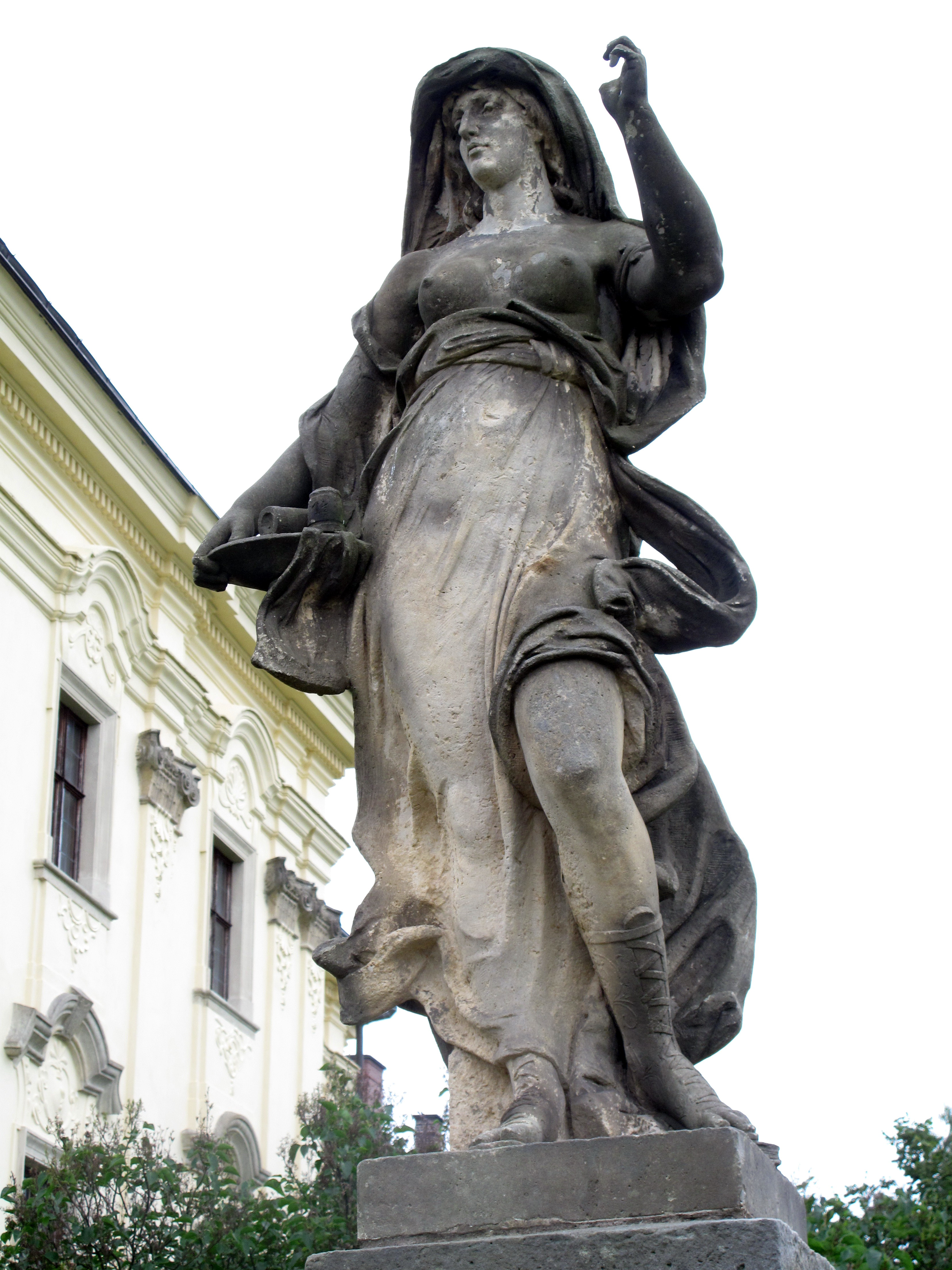
Socha zobrazující alegorii podvodu u Hospitalu v Kuksu, autorem je Bernard Otto Seeling

Podvod je čin, kterého se dopustí ten, kdo zneužije něčí nevědomosti či důvěřivosti k vlastnímu neoprávněnému prospěchu či obohacení, resp. někoho za tímto účelem uvede v omyl. Typicky jde o vylákání peněz pod nějakou záminkou (dodání věci, záloha na elektřinu atd.), kterou ale podvodník nesplní, a oběť tak o své peníze přijde.
Ve většině zemí je takové konání trestným činem.

## Hledání podvodů
Odhalení podvodných aktivit ve velkém měřítku je možné díky shromažďování obrovského množství finančních dat spárovaných s prediktivní analýzou nebo forenzní analýzou, použití elektronických dat k rekonstrukci nebo odhalování finančních podvodů. Použití analytických metod založených na počítači (Fraud detection systems) umožňuje zejména odhalení chyb, anomálií, neefektivnosti, nesrovnalostí a zkreslení, které často odkazují na podvodníky, kteří se například zaměřují na nízké částky, aby nepřekročili prahové hodnoty vnitřní kontroly.
Tyto testy na vysoké úrovni zahrnují testy související s Benfordovým zákonem a případně také deskriptivní statistiky. Po testech na vysoké úrovni vždy následují cílenější testy, které hledají malé vzorky vysoce nepravidelných transakcí. K odhalování podvodů a jiných nesrovnalostí lze také použít známé metody korelace a analýzy časových řad.

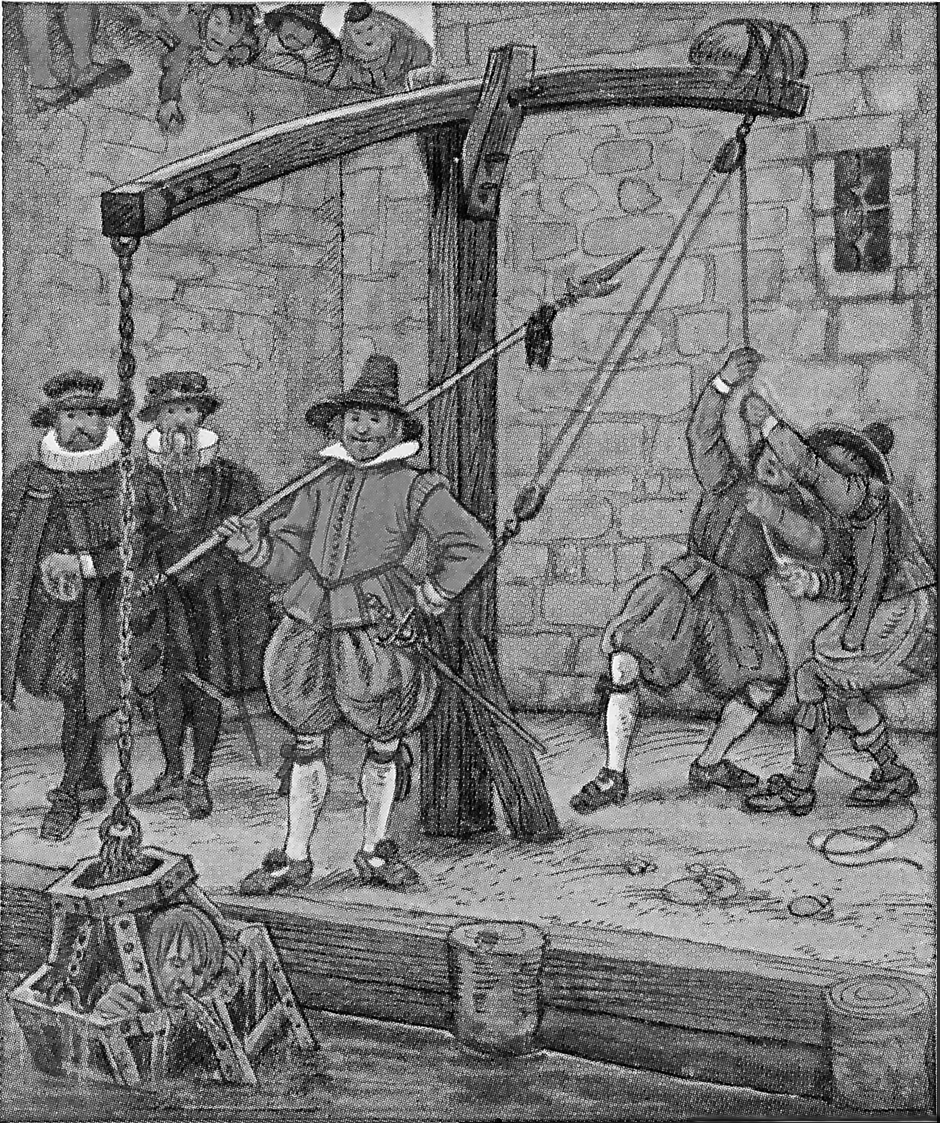
Podvodník (kolem roku 1700)

## Podvod v českém právu

### Zákonné vymezení
V České republice tento trestný čin upravuje § 209 zákona č. 40/2009, trestní zákoník, ve znění pozdějších předpisů, takto:
| „ | (1) Kdo sebe nebo jiného obohatí tím, že uvede někoho v omyl, využije něčího omylu nebo zamlčí podstatné skutečnosti, a způsobí tak na cizím majetku škodu nikoli nepatrnou, bude potrestán odnětím svobody až na dvě léta, zákazem činnosti nebo propadnutím věci. (2) Odnětím svobody na šest měsíců až tři léta bude pachatel potrestán, spáchá-li čin uvedený v odstavci 1 a byl-li za takový čin v posledních třech letech odsouzen nebo potrestán. (3) Odnětím svobody na jeden rok až pět let nebo peněžitým trestem bude pachatel potrestán, způsobí-li činem uvedeným v odstavci 1 větší škodu. (4) Odnětím svobody na dvě léta až osm let bude pachatel potrestán, a) spáchá-li čin uvedený v odstavci 1 jako člen organizované skupiny, b) spáchá-li takový čin jako osoba, která má zvlášť uloženou povinnost hájit zájmy poškozeného, c) spáchá-li takový čin za stavu ohrožení státu nebo za válečného stavu, za živelní pohromy nebo jiné události vážně ohrožující život nebo zdraví lidí, veřejný pořádek nebo majetek, nebo d) způsobí-li takovým činem značnou škodu. (5) Odnětím svobody na pět až deset let bude pachatel potrestán, a) způsobí-li činem uvedeným v odstavci 1 škodu velkého rozsahu, nebo b) spáchá-li takový čin v úmyslu umožnit nebo usnadnit spáchání teroristického trestného činu, trestného činu financování terorismu (§ 312d) nebo vyhrožování teroristickým trestným činem (§ 312f). (6) Příprava je trestná. | “ |

### Komentář
Zavedení tohoto trestného činu chrání majetková práva poškozeného a to bez ohledu na druh a formu vlastnictví. Majetkem se pak rozumí jakékoli majetkové hodnoty, tedy jak věci, tak pohledávky i jiná práva (např. majetková autorská práva) a penězi ocenitelné hodnoty (kupř. obchodní podíly).
Objektivní stránka podvodu je dána tím, že:
- pachatel uvede jiného v omyl, jeho omylu využije nebo mu zamlčí podstatné skutečnosti, díky čemuž podvedená osoba učiní určitou majetkovou operaci, čímž
- jí, případně i jiné osobě, vznikne nikoli nepatrná majetková škoda (min. 10 000 Kč) a také
- dojde k obohacení pachatele, případně jiné osoby.

Mezi omylem či zamlčením podstatných skutečností, majetkovou operací, vznikem škody a obohacením musí být příčinná souvislost. Co se týče subjektivní stránky trestného činu podvodu, vyžaduje se úmyslné zavinění. Uvedení v omyl pak může směřovat jak vůči fyzické nebo právnické osobě, tak také vůči úřadu. Může být spácháno nejen konáním či opomenutím, ale také konkludentním jednáním (např. jízdou MHD bez platné jízdenky nebo konzumací v restauraci s úmyslem nezaplatit). Podstatné skutečnosti zamlčí ten pachatel, který při svém podvodném jednání neuvede jakékoli skutečnosti, které jsou podstatné pro rozhodnutí podváděné osoby, přičemž pokud by tyto skutečnosti byly druhé straně známy, k plnění z její strany by nedošlo, popř. došlo za méně výhodných podmínek. Nadsázka v reklamě se ale zásadně za podvodné jednání nepokládá, může jít maximálně o klamavou reklamu. Škodou je nejen zmenšení majetku (damnum emergens), ale také ušlý zisk (lucrum cessans), tedy to, o co by jinak byl majetek poškozeného oprávněně zvětšen. Majetkové obohacení musí být neoprávněné. Proto není podvodem, pokud někdo vyláká plnění, na které má právní nárok, např. věřitel uvede v omyl dlužníka a ten svůj dluh zaplatí.

### Zvláštní druhy podvodu
Kromě tohoto obecného trestného činu zná český trestní zákoník ještě:
- Pojistný podvod (§ 210 TrZ) – zamlčení nebo uvádění nepravdivých či hrubě zkreslených údajů v souvislosti s uzavíráním a změnami úvěrové smlouvy, likvidací pojistné události nebo uplatnění práva na pojistné plnění, příp. vyvolání či předstírání pojistné události.
- Úvěrový podvod (§ 211 TrZ) – zamlčení nebo uvádění nepravdivých či hrubě zkreslených údajů v souvislosti se sjednáváním úvěrové smlouvy, příp. použití prostředků získaných účelovým úvěrem na jiný než určený účel.
- Dotační podvod (§ 212 TrZ) – zamlčení nebo uvádění nepravdivých či hrubě zkreslených údajů v žádosti o poskytnutí dotace, příp. její využití na jiný než určený účel.